# Karin Beier

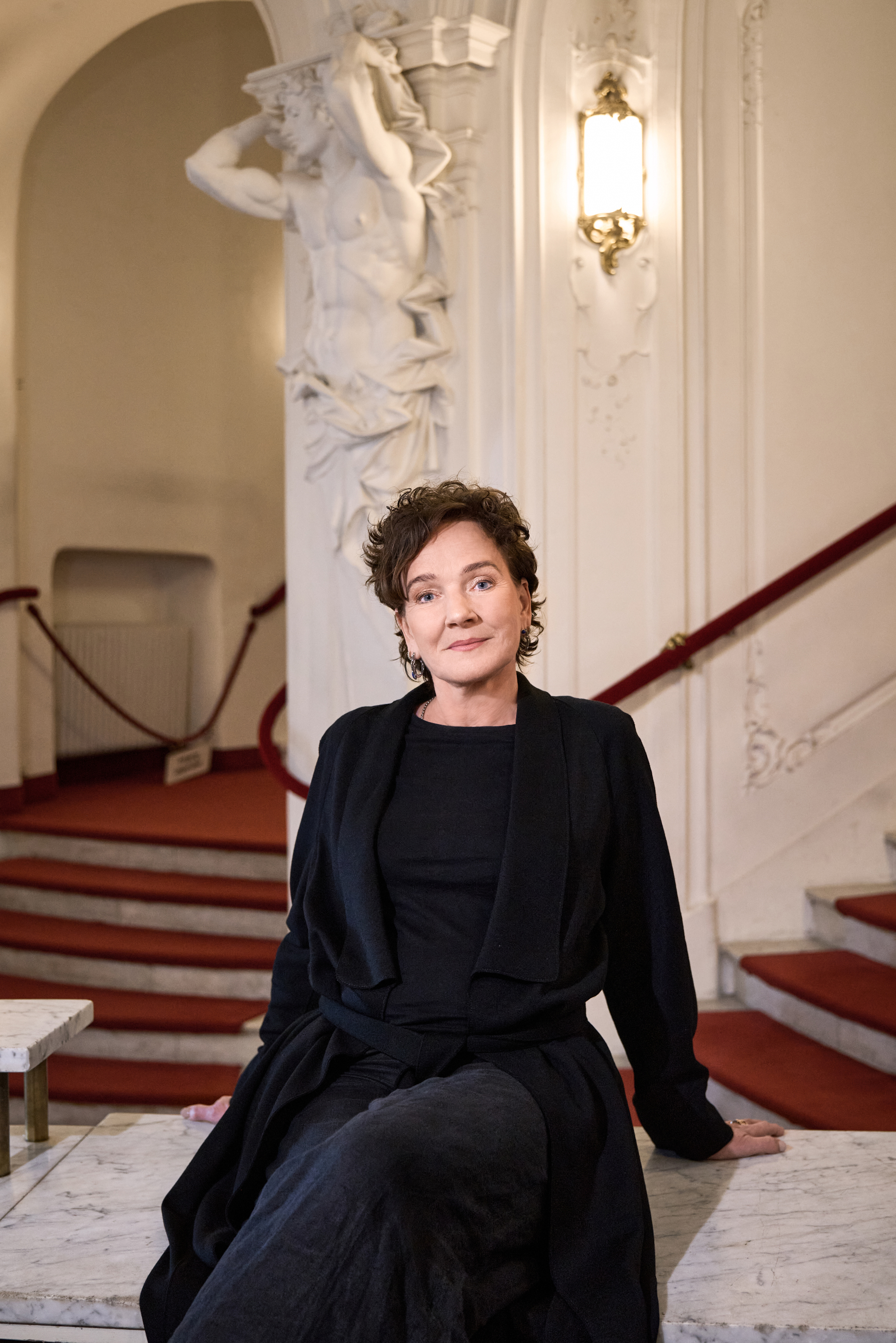
Karin Beier, 2025

Karin Beier (* 14. Dezember 1965 in Köln) ist eine deutsche Theaterregisseurin, ehemalige Intendantin des Schauspiels Köln und seit der Spielzeit 2013/14 inszenierende Intendantin des Deutschen Schauspielhauses in Hamburg.

## Leben
Karin Beier studierte an der Universität zu Köln die Fächer Anglistik sowie Theater-, Film- und Fernsehwissenschaft. Über ihr Studium kam sie zum Theater. 1986 gründete Beier zusammen mit Elmar Goerden die international zusammengesetzte Theatergruppe Countercheck Quarrelsome, mit der sie insgesamt neun Stücke von William Shakespeare zumeist an theaterfremden Spielstätten (wie z. B. Fabrik- und Messehallen) in der Originalsprache inszenierte.
1991 ging Karin Beier als Regieassistentin an das Düsseldorfer Schauspielhaus. Hier konnte sie schon bald ihre ersten eigenverantwortlichen Inszenierungen an einem Stadttheater herausbringen. In Düsseldorf war vor allem der israelische Regisseur David Mouchtar-Samorai prägend für ihre Entwicklung.
Ab der Spielzeit 2007/2008 leitete Beier das Schauspiel Köln als Intendantin. Ihr Vertrag wurde im Juli 2010 bis zur Spielzeit 2013/14 verlängert und am 7. November 2011 zum 31. August 2013 aufgelöst, da sie zur Spielzeit 2013/14 die Leitung des Deutschen Schauspielhauses in Hamburg übernahm. Beier beabsichtigte, danach am Kölner Schauspielhaus Gastinszenierungen zu übernehmen, wie es im Vorfeld mit dem dann dort amtierenden Intendanten Stefan Bachmann verabredet worden war; dazu kam es jedoch nicht (Stand: Ende der Spielzeit 2018/19).
Beier ist mit dem Schauspieler Michael Wittenborn verheiratet. Das Paar hat eine Tochter, die Schauspielerin Momo Beier.

## Schauspiel
Bereits 1994 wurde sie mit ihrer Inszenierung von Romeo und Julia zum Berliner Theatertreffen eingeladen und von Theater heute zur Nachwuchsregisseurin des Jahres gewählt. Auch ihre Düsseldorfer multilinguale Inszenierung von Shakespeares Ein Sommernachtstraum mit 14 Schauspielern aus neun Ländern wurde zum Theatertreffen eingeladen. In den nachfolgenden Jahren inszenierte sie außerdem am Deutschen Schauspielhaus in Hamburg, am Schauspielhaus Bochum, an den Münchner Kammerspiele und am Wiener Burgtheater sowie am Schauspiel Köln.
In den Jahren 2004 und 2005 führte sie Regie bei den Wormser Nibelungenfestspielen nach einer Fassung von Friedrich Hebbel.
Für das Jahr 2010 sah der (kommissarische) Kölner Stadtkämmerer Norbert Walter-Borjans im Haushaltsentwurf eine Kürzung für die Bühnen der Stadt Köln in Höhe von 6,3 Millionen € vor (dies sind 12,5 %). Für Beier bedeutete dies, dass nun weniger gespielt werde (vielleicht nur noch samstags und sonntags) und sie schlug ferner vor, keinen Neubau für das Schauspielhaus zu errichten und vielmehr das alte Haus zu sanieren. Gespart werden könne nur an den Produktionskosten.
Beier wurde mit drei Inszenierungen des Kölner Schauspielhauses für das Berliner Theatertreffen der Berliner Festspiele 2010 nominiert, das die zehn besten Inszenierungen im deutschsprachigen Raum vorstellte: Die Schmutzigen, die Hässlichen und die Gemeinen von Ettore Scola und Ruggero Maccari, Regie Karin Beier; Kasimir und Karoline von Ödön von Horváth, Koproduktion NT Gent und De Veenfabriek, Regie Johan Simons und Paul Koek; Die Kontrakte des Kaufmanns. Eine Wirtschaftskomödie von Elfriede Jelinek, Thalia Theater, Hamburg in Koproduktion mit Schauspiel Köln, Regie Nicolas Stemann. Das Berliner Theatertreffen 2010 wurde mit der Produktion Kasimir und Karoline von Ödön von Horváth in der Inszenierung von Johan Simons und Paul Koek eröffnet.
Am 29. Oktober 2010 wurde von Beier das Stück Das Werk / Im Bus / Ein Sturz. von Elfriede Jelinek uraufgeführt. Ein Sturz stellt eine bitterböse Abrechnung der Verantwortlichkeit des Einsturzes des Historischen Archivs der Stadt Köln am 3. März 2009 dar.
2010 und 2011 wurde das Schauspiel Köln unter Karin Beier von der Zeitschrift Theater heute als „Theater des Jahres“ ausgezeichnet, zum Ende der Theatersaison 2010/11 wählten Kritiker in einer Umfrage der Zeitschrift Die Deutsche Bühne das Schauspiel Köln zum besten Theater in der Kategorie „überzeugende Gesamtleistung“.
Am 11. Januar 2013 verabschiedete sich Karin Beier als Intendantin mit ihrer ersten eigenen Inszenierung eines antiken Stoffes, den Troerinnen von Euripides. Zugrunde lag die Bearbeitung Jean-Paul Sartres.
Seit der Spielzeit 2013/14 ist Karin Beier Intendantin des Deutschen Schauspielhauses Hamburg. In der Spielzeit 2013/14 eröffnete sie das große Haus mit dem Antiken-Marathon Die Rasenden. In der Spielzeit 2014/15 inszenierte sie Onkel Wanja von Anton Tschechow sowie Alan Ayckbourns Komödie „Ab jetzt“ auf der großen Bühne und im MalerSaal Pfeffersäcke im Zuckerland & Strahlende Verfolger. In der Spielzeit 2015/16 brachte sie Schiff der Träume nach Fellini auf die Bühne, das zum Berliner Theatertreffen 2016 eingeladen wurde. Außerdem inszenierte sie die Uraufführung von Michel Houellebecqs Roman Unterwerfung als Monolog mit dem Schauspieler Edgar Selge.
Großes, einhelliges Lob der Theaterkritiker von FAZ bis NDR bekam 2021 ein Theaterstück namens Aus dem Leben, das am 15. Dezember 2021 am Hamburger Deutschen Schauspielhaus Premiere feierte, an dessen Text sie selbst mitgearbeitet hatte und das sie selbst inszenierte. Es ging darin inhaltlich um den zeitgenössischen Umgang der Menschen mit dem Ableben, den Begräbniszeremonien bei uns, wieso in New Orleans ein viel lebensfroherer Umgang damit möglich und üblich ist, auch warum ein selbstbestimmt herbeigewünschter Freitod noch immer ein solches bürokratische Schikanen auslösendes Schreckgespenst darstellt. Das Stück nach einer gemeinsamen Idee mit der Kölner Journalistin Brigitte Venator entstand nach vielen Recherchegesprächen Venators mit sachkundigen Bürgern, dokumentarisch zusammengefasst von Julian Pörksen und zu einem Theaterstück verdichtet von Karin Beier. Das Bühnenbild schuf Amber Vandenhoeck, die Musik Jörg Gollasch, eine Choreografie dazu Valenti Rocamora. Mit den fünf Schauspielern Lina Beckmann, Markus John, Carlo Ljubek, Maximilian Scheidt und Julia Wieninger sowie elf Live-Musikern entstand eine pausenfreie Inszenierung in 2 Stunden 20 Minuten, die laut Nachtkritik-Rezensent ein blutvolleres, herausfordernderes Gegenstück zum zeitgleich landauf landab viel gespielten Stück Gott (2020) von Ferdinand von Schirach darstellt.
Im Jahr 2021 wurde Beier mit ihrem am Deutschen Schauspielhaus Hamburg aufgeführten Stück Reich des Todes zum Berliner Theatertreffen eingeladen. Im selben Jahr sorgte sie für Empörung, als sie sich in einem Interview mit dem Deutschlandfunk pressefeindlich äußerte und Theaterkritiken mit „Scheiße am Ärmel“ verglich.
Die Saison 2023/24 eröffnete Karin Beier mit dem Anthropolis-Projekt, einer Serie von fünf Produktionen, die bekannte griechische Mythen zum Gegenstand haben. Alle Abende hatten mit der Stadt Theben einen topografischen Fixpunkt; erzählt wurden unter anderem die Schicksale von Dionysos, Ödipus und Antigone. Den Aufführungen lagen neue Texte von Roland Schimmelpfennig zugrunde, der sich teilweise mit klassischen Tragödien von unter anderem Sophokles und Euripides auseinandersetzte, einzelne Texte aber auch komplett neu schrieb. Alle fünf Teile des Projektes wurden von Karin Beier selbst inszeniert. Die Aufführungen wurden hochgelobt. Kritiker sprachen unter anderem von einem „euphorisierenden Erlebnis“, dem „bedeutendsten Theaterereignis der Saison“ und von „Theatergeschichte“. Am Ende der Saison wurde das Deutsche Schauspielhaus in der Fachzeitschrift Theater heute zum Theater des Jahres gekürt. Der zweite Teil der Anthropolis-Serie, Laios, erhielt die Auszeichnung als beste Inszenierung des Jahres.

## Musiktheater
Karin Beier ist seit 1997 (Carmen in Bremen) auch als Musiktheaterregisseurin tätig. Weitere Operninszenierungen waren u. a. Rigoletto an der Oper Köln, Così fan tutte und Händels Oratorium Semele am Theater Basel. Im Mai 2006 hatte ihre Inszenierung von Mozarts Oper Die Entführung aus dem Serail in einer Koproduktion von Wiener Staatsoper und Burgtheater Wien am Burgtheater (dem Ort der Uraufführung des Singspiels im Jahre 1782) Premiere.

## Auszeichnungen
- 1993: Förderpreis für Literatur der Landeshauptstadt Düsseldorf[19]
- 1994: Förderpreis des Landes Nordrhein-Westfalen
- 2006: Nestroy-Theaterpreis für die Beste Regie mit der Inszenierung Kleinbürger am Akademietheater (Wien)
- 2009: Deutscher Theaterpreis Der Faust in der Sparte Beste Regie Schauspiel für die Inszenierung von Franz Grillparzers Das Goldene Vlies[20]
- 2010: Karin Beier erhielt von den Kritikern der Zeitschrift „Theater heute“ die Auszeichnung für die beste Inszenierung für ihre Gesellschaftsgroteske Die Schmutzigen, die Hässlichen und die Gemeinen (von Ettore Scola und Ruggero Maccari). Die Inszenierung sowie das Kölner Schauspielhaus wird von den Radio- und Zeitungs-Theaterkritikern aus Nordrhein-Westfalen (Magazin theater pur) als bestes Sprechtheater im Westen sowie als beste Inszenierung des Jahres ausgezeichnet. Ferner wurde ihre Inszenierung 2010 für den Nestroy-Theaterpreis in der Kategorie Beste deutschsprachige Aufführung nominiert.
- 2011: Kölner Kulturpreis in der Kategorie Bester Kulturmanager des Jahres 2010
- 2011: Kritiker der Zeitschrift Die Deutsche Bühne wählten ihre Inszenierung von Elfriede Jelineks Drama Das Werk / Im Bus / Ein Sturz zur besten des Jahres[11]
- 2011: Orden für Zivilcourage und Charakter, verliehen von der Bürgergesellschaft Thielenbruch
- 2017: Aufnahme in die Berliner Akademie der Künste[21]
- 2017: Bundesverdienstkreuz 1. Klasse
- 2024: Verleihung des Nestroy-Theaterpreises 2024: Beste deutschsprachige Aufführung für Anthropolis I–V am Deutschen Schauspielhaus Hamburg[22]

## Inszenierungen (Auswahl)
- 1992 – Die 25. Stunde von George Tabori am Düsseldorfer Schauspielhaus
- 1993 – Romeo und Julia von William Shakespeare am Düsseldorfer Schauspielhaus
- 1995 – Ein Sommernachtstraum von William Shakespeare am Düsseldorfer Schauspielhaus
- 1996 – Was ihr wollt von William Shakespeare am Deutschen Schauspielhaus Hamburg
- 1997 – Der Sturm von William Shakespeare am Schauspiel Köln
- 1998 – Der Menschenfeind von Molière am Schauspiel Köln
- 2001 – Richard III. von William Shakespeare am Schauspielhaus Bochum
- 2003 – Minna von Barnhelm von Gotthold Ephraim Lessing am Schauspielhaus Bochum
- 2004 – God Save America von Biljana Srbljanović am Akademietheater (Wien)
- 2007 – Die Nibelungen von Friedrich Hebbel am Schauspiel Köln
- 2008 – Das goldene Vlies von Franz Grillparzer am Schauspiel Köln
- 2009 – Das Leben ein Traum von Pedro Calderón de la Barca am Burgtheater Wien
- 2009 – König Lear von William Shakespeare am Schauspiel Köln
- 2010: Die Schmutzigen, die Häßlichen und die Gemeinen von Ettore Scola und Ruggero Maccari Halle Kalk des Schauspiel Köln[23]
- 2010: Das Werk, Im Bus (Uraufführung) und Ein Sturz (Uraufführung) von Elfriede Jelinek am Schauspiel Köln
- 2014: Die Rasenden am Deutschen Schauspielhaus[24]
- 2015: Pfeffersäcke im Zuckerland & Strahlende Verfolger. am Deutschen Schauspielhaus
- 2015: Onkel Wanja am Deutschen Schauspielhaus
- 2015: Ab jetzt am Deutschen Schauspielhaus
- 2015: Schiff der Träume – Ein Europäisches Requiem am Deutschen Schauspielhaus
- 2016: Unterwerfung am Deutschen Schauspielhaus
- 2020 Reich des Todes – am Deutschen Schauspielhaus
- 2021 Lärm. Blindes Sehen. Blinde sehen! am Deutschen Schauspielhaus
- 2023 Anthropolis 1 Prolog / Dionysos am Deutschen Schauspielhaus
- 2023 Anthropolis 2 Laios am Deutschen Schauspielhaus
- 2023 Anthropolis 3 Ödipus Mensch am Deutschen Schauspielhaus
- 2023 Anthropolis 4 Jokaste am Deutschen Schauspielhaus
- 2023 Anthropolis 5 Antigone am Deutschen Schauspielhaus

## Werke
- mit Wolfgang Höbel: Den Aufstand proben. Ein Theaterbuch. Kiepenheuer & Witsch, Köln 2013, ISBN 978-3-462-04469-0.